# Nuoto in acque libere ai campionati mondiali di nuoto 2023 - 10 km femminili
La gara dei 10 km in acque libere femminile dei campionati mondiali di nuoto 2023 è stata disputata il 15 luglio 2023 nelle acque del Seaside Momochi Beach Park di Fukuoka, in Giappone, a partire dalle ore 08:00. Vi hanno preso parte 62 atlete provenienti da 38 nazioni.
La competizione è stata vinta dalla nuotatrice tedesca Leonie Beck, mentre l'argento e il bronzo sono andati rispettivamente alla australiana Chelsea Gubecka e alla statunitense Katie Grimes.

## Risultati
| Pos.    | Atleta                  | Nazionalità   | Tempo     |
| ------- | ----------------------- | ------------- | --------- |
| Oro     | Leonie Beck             | Germania      | 2h02'34"0 |
| Argento | Chelsea Gubecka         | Australia     | 2h02'38"1 |
| Bronzo  | Katie Grimes            | Stati Uniti   | 2h02'42"3 |
| 4       | Sharon van Rouwendaal   | Paesi Bassi   | 2h02'42"4 |
| 5       | Ana Marcela Cunha       | Brasile       | 2h02'42"5 |
| 6       | Ginevra Taddeucci       | Italia        | 2h02'46"7 |
| 7       | Lea Boy                 | Germania      | 2h03'12"9 |
| 8       | Mariah Denigan          | Stati Uniti   | 2h03'13"5 |
| 9       | Bettina Fabian          | Ungheria      | 2h03'15"2 |
| 10      | Giulia Gabbrielleschi   | Italia        | 2h03'15"7 |
| 11      | Angela Martinez Guillen | Spagna        | 2h03'16"5 |
| 12      | Anna Olasz              | Ungheria      | 2h03'16"9 |
| 13      | Anastasija Kirpičnikova | Francia       | 2h03'17"6 |
| 14      | Candela Sanchez Lora    | Spagna        | 2h03'18"2 |
| 15      | Angelica Andre          | Portogallo    | 2h03'18"9 |
| 16      | Océane Cassignol        | Francia       | 2h03'25"5 |
| 17      | Mafalda Rosa            | Portogallo    | 2h03'25"9 |
| 18      | Amber Keegan            | Regno Unito   | 2h03'30"3 |
| 19      | Martha Sandoval         | Messico       | 2h03'44"8 |
| 20      | Cecilia Biagioli        | Argentina     | 2h03'47"2 |
| 21      | Speia Perse             | Slovenia      | 2h03'48"2 |
| 22      | Maria Bramont Arias     | Perù          | 2h04'11"9 |
| 23      | Maddy Gough             | Australia     | 2h04'18"6 |
| 24      | Leah Phoebe Crisp       | Regno Unito   | 2h05'03"5 |
| 25      | Eva Fabian              | Israele       | 2h05'05"0 |
| 26      | Viviane Jungblut        | Brasile       | 2h05'05"8 |
| 27      | Jiake Sun               | Cina          | 2h05'06"1 |
| 28      | Airi Ebina              | Giappone      | 2h05'08"4 |
| 29      | Yin Tsz Nip             | Hong Kong     | 2h07'06"3 |
| 30      | Emma Finlin             | Canada        | 2h07'09"5 |
| 31      | Paola Perez             | Venezuela     | 2h07'11"7 |
| 32      | Alena Benesova          | Rep. Ceca     | 2h07'24"3 |
| 33      | Hanano Kato             | Giappone      | 2h07'26"4 |
| 34      | Li Shan Chantal Liew    | Singapore     | 2h07'48"5 |
| 35      | Shutong Wu              | Cina          | 2h08'56"7 |
| 36      | Candela Giordanino      | Argentina     | 2h09'07"2 |
| 37      | Lenka Sterbova          | Rep. Ceca     | 2h09'36"5 |
| 38      | Bailey O'Reagan         | Canada        | 2h10'08"1 |
| 39      | Pac Tung Nikita Lam     | Hong Kong     | 2h10'08"8 |
| 40      | Amica de Jager          | Sudafrica     | 2h10'31"9 |
| 41      | Yu Wen Ten              | Taipei cinese | 2h11'11"1 |
| 42      | Hae Rim Lee             | Corea del Sud | 2h12'43"0 |
| 43      | Lamees Elsokkary        | Egitto        | 2h12'49"6 |
| 44      | Paulina Alani Hernandez | Messico       | 2h13'16"7 |
| =44     | Diana Taszhanova        | Kazakistan    | 2h13'16"7 |
| 46      | Nadine Karim            | Egitto        | 2h13'29"1 |
| 47      | Jeongmin Lee            | Corea del Sud | 2h13'41"0 |
| 48      | Pompon Choopong         | Thailandia    | 2h18'23"0 |
| 49      | Britta Schwengle        | Aruba         | 2h19'11"9 |
| 50      | Anastasiya Zelinskaya   | Uzbekistan    | 2h19'13"5 |
| 51      | Tory Earle              | Sudafrica     | 2h19'27"7 |
| 52      | Maria Porres            | Guatemala     | 2h21'58"3 |
| 53      | Thitirat Charoensup     | Thailandia    | 2h22'17"3 |
| 54      | Mariya Fedotova         | Kazakistan    | 2h22'57"6 |
| 55      | Mariela Guadamuro       | Porto Rico    | 2h23'34"8 |
| 56      | Alondra Itzel Quiles    | Porto Rico    | 2h25'07"9 |
| 57      | Ashmitha Chandra        | India         | 2h27'58"7 |
| -       | Sofie Frichot           | Seychelles    | OTL       |
| -       | Parizoda Iskandarova    | Uzbekistan    | OTL       |
| -       | Kisha Jimenez           | Costa Rica    | OTL       |
| -       | Fernanda Ramirez        | Bolivia       | OTL       |
| -       | Fatima Portillo         | El Salvador   | DNS       |